# Ahmedou Tidjani
Ahmedou Tidjani (* 11. September 1992) ist ein kamerunischer Fußballspieler.

## Karriere
Ahmedou Tidjani spielte bis 2017 in Myanmar bei Chin United. Wo er vorher gespielt hat, ist unbekannt. Der Verein aus dem Chin-Staat spielte in der ersten Liga, der Myanmar National League. Für Chin betritt er sieben Erstligaspiele. Am Ende der Saison musste er mit dem Verein in die zweite Liga absteigen. Nach dem Abstieg wurde Chin für eine Saison gesperrt. Wo er 2018 unter Vertrag stand, ist unbekannt. Im Januar 2019 ging er nach Thailand. Hier schloss er sich dem Viertligisten Thonburi United FC in der Hauptstadt Bangkok an. Im Juli 2020 unterschrieb er einen Vertrag bis Saisonende beim Drittligisten Prime Bangkok FC. Mit dem Verein spielte er in der Bangkok Region. Von Juli 2021 bis Ende August 2022 pausierte er. Am 27. August 2022 verpflichtete ihn der Drittligaaufsteiger Lopburi City FC. Mit dem Verein aus Lop Buri spielte er 18-mal in der Western Region der Liga. Nach der Saison wurde sein Vertrag im Sommer 2023 nicht verlängert.